# Uthal (opera)

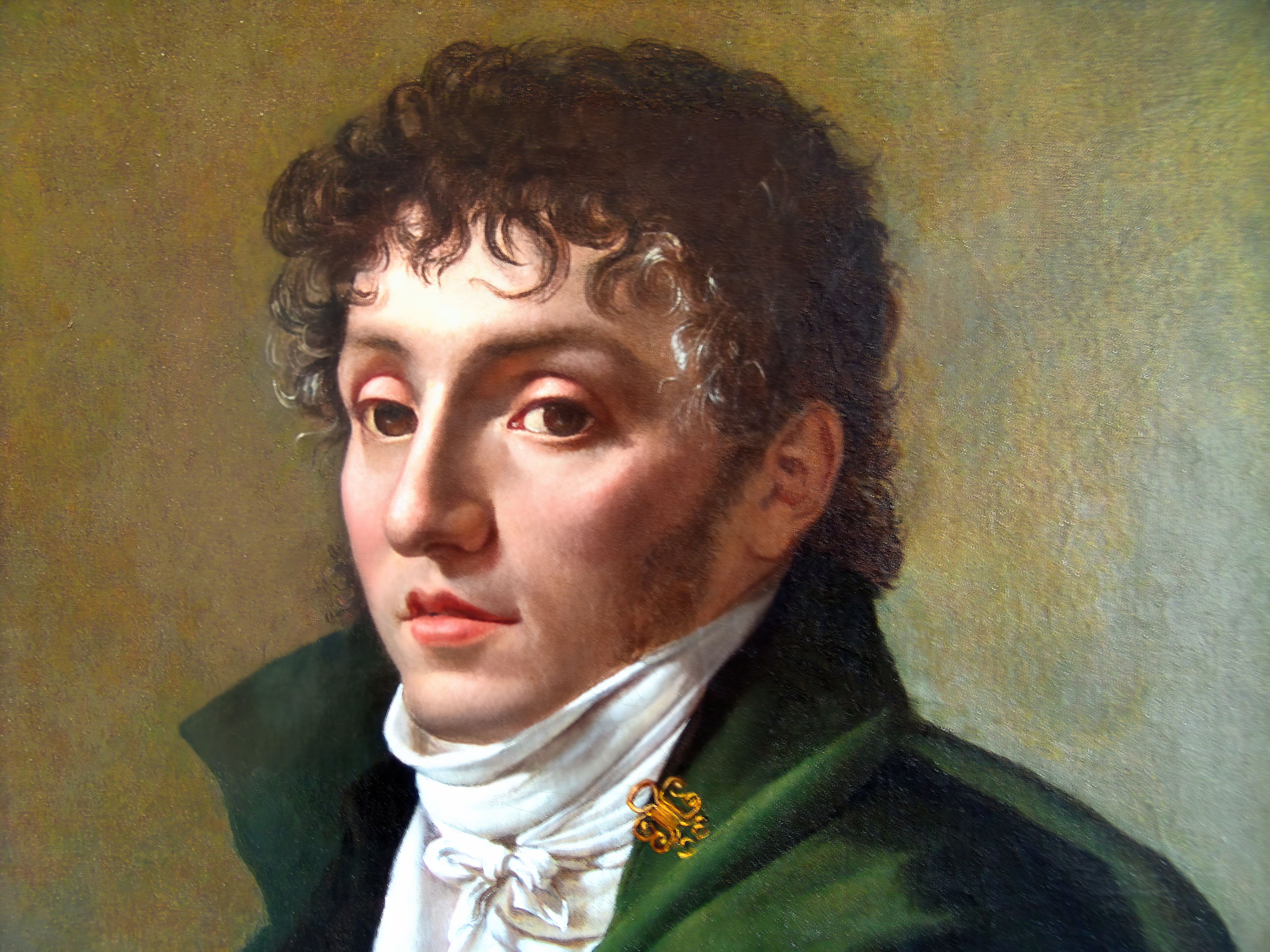
Étienne-Nicolas Méhul

Uthal är en fransk opera i en akt med musik av Étienne-Nicolas Méhul och libretto av Jacques Benjamin Saint Victor efter James Macphersons diktverk Ossians sånger.

## Historia
Samtidens fascination för Macphersons dikter gav eko även inom operavärlden. Jean-François Lesueurs opera Ossian ou Les Bardes hade premiär 1804. Méhul tog bort alla violinstämmor i partituret och ersatte dem med viola för att få en mörkare klang i orkestern. Till bardens rollfigur komponerade han harpmusik och ersatte recitativen med talad dialog, allt för att åstadkomma en unik och nobel stämning.
Operan hade premiär den 17 maj 1806 på Opéra-Comique i Paris.

## Personer
- Uthal (haute-contre)
- Malvina (sopran)
- Ullin (tenor)
- Larmor (baryton)
- Barden (bas)

## Handling
Den åldrade stamhövdingen Larmor av Dunthalmon tillbringar natten på en vindpinad hed. I stormen kan han höra sin dotter Malvinas röst. Larmor säger till dottern att barden Ullin har gett sig av till Fingal, Morvens hövding, för att hämta hjälp inför det stundande kriget. Malvinas man Uthal har annekterat land från svärfadern och kriget bryter ut. Malvina slits mellan lojaliteten mot fadern och mot maken. Fingals krigarbarder anländer redo för strid. Uthal besegras och Malvina erbjuder sig att följa sin make i landsflykt. Larmor förlåter både dottern och svärsonen.